# Laurens ten Den
Laurens ten Den is een Sallandse acteur, toneelregisseur en schrijver.
Hij werd bekend met de rol van Hein Bode in de  Twentse soapserie Van Jonge Leu en Oale Groond (2005), maar was ook schrijver en eindredacteur ervan. Hij speelde in musical Van Katoen & Nu (2014) en was artistiek aanjager bij openluchtvoorstelling Stork! (2018). Hij schreef aan de televisieserie De Groote Markt 30 (2012) en speelde in Noabers (2015). In 2022 was hij de waterman in musical Van Katoen en Water. In de zomer van 2024 vertolkte hij een rol in de speelfilm OUT.

## Trivia
- Ten Den is schrijver van de liedtekst Op Hoes Op An Veur Kesmis, het meest aangevraagde nummer bij Serious Request 2012.